# Wincenty Brauner

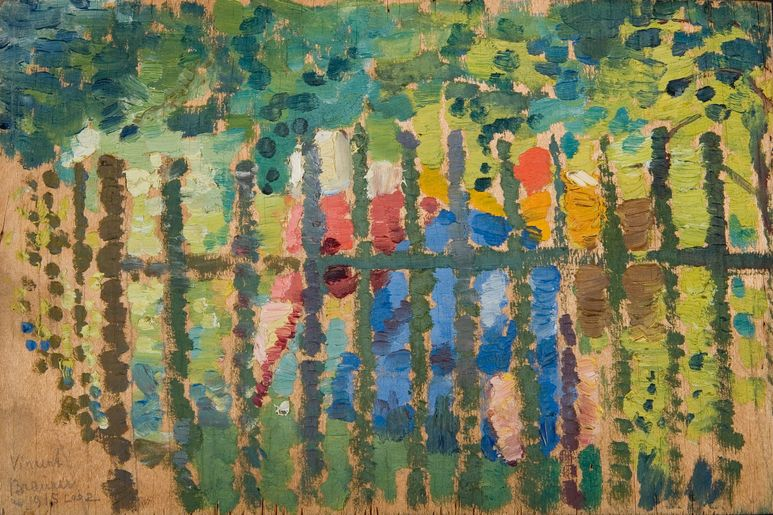
Pejzaż 1915

Wincenty (Icchak) Brauner (ur. 21 września 1887 w Chrzanowie, zm. 1944 w KL Auschwitz) – polski malarz, grafik, metaloplastyk i scenograf żydowskiego pochodzenia.

## Życiorys
Studiował w Hochschule für die bildende Künste w Berlinie oraz w berlińskim Konserwatorium. Członek łódzkiej grupy Jung Idysz. Malował pod wpływem postimpresjonizmu, Marca Chagalla i Jankiela Adlera. Tworzył ekspresjonistyczne linoryty dla Jung Idysz, czerpał tematy z tradycji żydowskiej. W 1921 roku zaprojektował scenografię do Dybuka wystawionego w Łodzi. Był jednym z założycieli teatru marionetek Chad Gadjon. Tworzył także w Kazimierzu Dolnym
Podczas II wojny światowej przebywał i tworzył w łódzkim getcie. W 1944 roku został wywieziony do niemieckiego obozu koncentracyjnego Auschwitz-Birkenau, gdzie zginął. Kilka jego prac znajduje się w zbiorach Żydowskiego Instytutu Historycznego.